# Glocke (Bossugan)

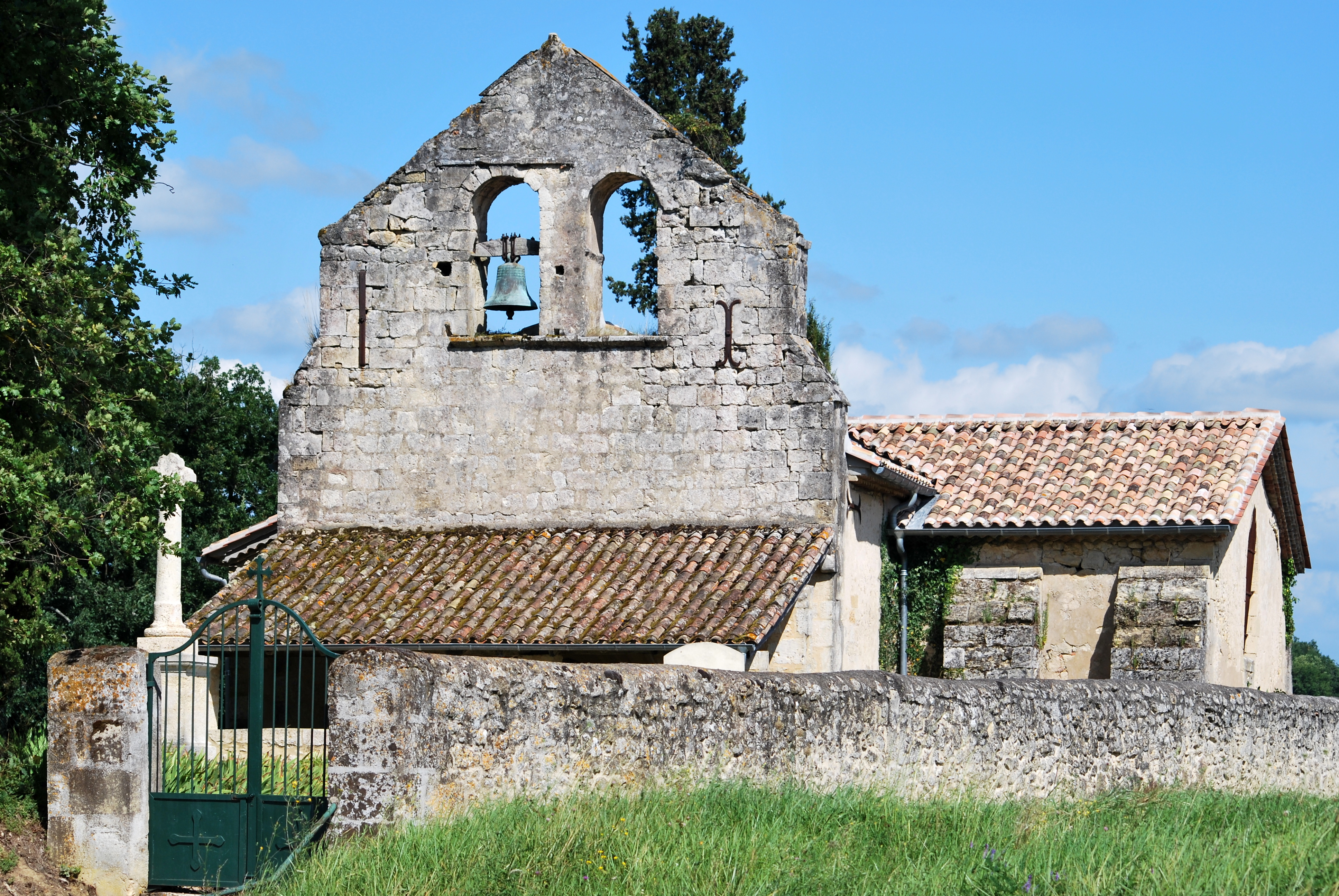
Glocke in Bossugan

Die Glocke in der Kirche St-Laurent in Bossugan, einer französischen Gemeinde im Département Gironde der Region Nouvelle-Aquitaine, wurde 1596 gegossen. Die Kirchenglocke aus Bronze wurde 1942 als Monument historique in die Liste der denkmalgeschützten Objekte (Base Palissy) in Frankreich aufgenommen.
Die Glocke aus einer unbekannten Glockengießerei hat alle Kriege überstanden.